# Raión de Sólntsevo
El raión de Sólntsevo (ruso: Со́лнцевский райо́н) es un distrito administrativo y municipal (raión) ruso perteneciente a la óblast de Kursk. Se ubica en el sureste de la óblast. Su capital es Sólntsevo.
En 2021, el raión tenía una población de 12 182 habitantes.
El río Seim atraviesa este raión de sureste a noroeste, poco antes de entrar en la capital regional Kursk.

## Subdivisiones
Comprende el asentamiento de tipo urbano de Sólntsevo (la capital, que forma un ayuntamiento urbano sin pedanías) y 93 localidades rurales. A efectos de autogobierno local (descentralización), estas últimas se agrupan en seis asentamientos rurales, que reciben el nombre tradicional de selsovet (сельсовет), y que son los siguientes:
- Búnino
- Zúyevka
- Ivánovka
- Stari Leshchin
- Subótino
- Shumakovo

El actual mapa de autogobierno local data de varias fusiones de ayuntamientos que tuvieron lugar en 2010. Sin embargo, a efectos de división territorial de los órganos internos federales y de la óblast (desconcentración), se sigue dividiendo en los diecisiete gobiernos locales que se habían definido en 2004, y que crearon sus ayuntamientos conforme a dicho mapa en 2006. Los diez selsovety que siguen existiendo como áreas administrativas, pero desde 2010 sin ayuntamiento, son:

- Dóbroye (integrado en Búnino)
- Afanásyevka (integrado en Búnino)
- "Leshinoplatavski", con sede del ayuntamiento en Klevtsovka (integrado en Stari Leshchin, el ayuntamiento unificado se iba a llamar inicialmente solo "Leshin" pero luego se decidió mantener el nombre de la capital municipal)
- Vorobyovka (integrado en Shumakovo)
- Plóskoye (integrado en Shumakovo)
- Orlianka (integrado en Subótino)
- Dezhevka (integrado en Zúyevka)
- Výpolzovo (integrado en Zúyevka)
- Chermóshnoye (integrado en Ivánovka)
- Maksímovo, con sede del ayuntamiento en Dórojo-Dorénskoye (integrado en Ivánovka)